# Bataille de Cirta (203 av. J.-C.)
Deuxième guerre punique
Batailles
La bataille de Cirta opposa en 203 av. J.-C. une armée composée de Numides Masaesyliens, commandée par leur roi Syphax, et l'armée de Numides Massyliens dirigée par Massinissa. Ce dernier était soutenu par un nombre inconnu de Romains sous le commandement du légat Caius Lælius. La bataille se déroula quelque part à l'est de la ville de Cirta (l'actuelle Constantine) et faisait partie de la Deuxième guerre punique. Les effectifs engagés de part et d’autre ainsi que les pertes subies ne sont pas connus.
Pendant la Deuxième guerre punique (218 à 201 av. J.-C.), le général romain Publius Cornelius Scipion expulsa les Carthaginois de l'Ibérie (l'actuelle Espagne et le Portugal) en 206 av. J.-C. Scipion entra ensuite en contact avec plusieurs chefs numides, qui gouvernaient des territoires d'Afrique du Nord situés à l'ouest de ceux contrôlés par Carthage. Il ne parvint pas à rallier le roi numide Masaesylien Syphax, qui avait pourtant combattu les Carthaginois auparavant, mais réussit à convaincre le prince numide Massylien Massinissa, qu'il avait affronté en Ibérie, de faire défection au profit de la cause romaine.
Encouragé par les Carthaginois, Syphax envahit les terres de Massinissa et le contraignit à l'exil. En 204 av. J.-C., les Romains, dirigés par Scipion, envahirent l'Afrique du Nord. Massinissa les rejoignit avec une petite troupe. Syphax rassembla une grande armée pour soutenir les Carthaginois de Hasdrubal Gisco. Après plusieurs mois, Scipion infligea une lourde défaite à Hasdrubal et Syphax lors de la bataille d'Utique (203 av. J.-C.). Les deux chefs regroupèrent leurs forces mais furent à nouveau vaincus lors de la bataille des Grandes Plaines. Les troupes de Massinissa combattirent aux côtés des Romains dans les deux batailles.
Syphax s'enfuit vers sa capitale, Cirta, et leva précipitamment une nouvelle armée. Massinissa le poursuivit, accompagné d'une force romaine sous les ordres du second de Scipion, Laelius. Massinissa et Laelius insistèrent pour livrer bataille immédiatement. Dans un premier temps, les troupes de Syphax prirent l'avantage, mais l'arrivée en nombre croissant de l'infanterie romaine permit d'équilibrer les combats, avant de forcer les hommes de Syphax à battre en retraite. Syphax fut capturé. Massinissa conduisit ensuite sa cavalerie à Cirta, qui se rendit après que Syphax eut été exhibé enchaîné.
L'année suivante, Scipion vainquit Hannibal Barca lors de la bataille de Zama, ce qui mit fin à la guerre. Massinissa fut installé comme roi de toute la Numidie.

## Contexte
La Première Guerre punique s'est déroulée entre les deux principales puissances de l'ouest de la Méditerranée au IIIe siècle av. J.-C. : Carthage et la Rome. La guerre dura 23 ans, de 264 à 241 av. J.-C., avant que les Carthaginois ne soient vaincus,. Elle se déroula principalement sur l'île méditerranéenne de Sicile, dans ses eaux environnantes et en Afrique du Nord.
À partir de 236 av. J.-C., Carthage étendit son territoire en Ibérie (l'actuelle Espagne et le Portugal). En 226 av. J.-C., le traité de l'Iber avec Rome établit le fleuve Èbre comme la limite nord de la sphère d'influence carthaginoise. Peu après, Rome conclut un traité d'association distinct avec la ville de Sagonte, bien au sud de l'Èbre. En 219 av. J.-C., Hannibal Barca, le dirigeant de facto de l'Ibérie carthaginoise, mena une armée à Sagonte et l'assiégea, la captura et la saccagea,. Début 218 av. J.-C., Rome déclara la guerre à Carthage, marquant le début de la Deuxième Guerre punique.
Hannibal mena une grande armée carthaginoise depuis l'Ibérie, à travers la Gaule, par-delà les Alpes, et envahit l'Italie continentale à la fin de l'année 218 av. J.-C. Au cours des trois années suivantes, il infligea de lourdes défaites aux Romains lors des batailles de la Trébie, du lac Trasimène et de Cannes. L'armée d'Hannibal fit campagne en Italie pendant 14 ans avant que les survivants ne se retirent.
Dès 218 av. J.-C., de nombreux combats eurent lieu en Ibérie. En 210 av. J.-C., Scipion l'Africain arriva pour prendre le commandement des forces romaines en Ibérie. Au cours des quatre années suivantes, Scipion vainquit à plusieurs reprises les Carthaginois, les chassant définitivement d'Ibérie en 206 av. J.-C. L'un des alliés de Carthage en Espagne était le prince numide Massinissa, qui dirigea une force de cavalerie légère lors de plusieurs batailles,. Ces Numides étaient principalement des tirailleurs légèrement équipés, lançant des javelots à distance et évitant le combat rapproché,.

### Alliances numides
À l’ouest du territoire contrôlé par Carthage en Afrique du Nord s’étendait une vaste région dominée par des alliances fluctuantes de Numides. À proximité des zones où Carthage exerçait une forte influence se trouvait un territoire contrôlé par une alliance tribale connue sous le nom de Massyles, centrée autour des villes de Zama et Thugga. Plus à l’ouest se trouvait le royaume beaucoup plus vaste des Masaesyles, dont la capitale était Cirta (l’actuelle Constantine). Les Carthaginois maintenaient plusieurs garnisons dans ces régions afin d’y exercer leur influence, mais s’appuyaient principalement sur la diplomatie.
En 213 av. J.-C., Syphax, le puissant roi des Masaesyles numides, se déclara en faveur de Rome. En réponse, Carthage envoya des troupes en Afrique du Nord depuis le théâtre d'opérations actif en Espagne,. En 206 av. J.-C., les Carthaginois mirent fin à cette ponction sur leurs ressources en partageant plusieurs petits royaumes numides avec Syphax. L’un des grands perdants fut le prince numide massyle Massinissa. Scipion, qui prévoyait déjà une invasion de l’Afrique du Nord, négociait depuis l’Ibérie avec à la fois Massinissa et Syphax.
Scipion se rendit auprès de Syphax en Afrique du Nord en 206 av. J.-C., au même moment où le général carthaginois Hasdrubal Gisco, que Scipion avait défait en Espagne, tentait de renforcer la fidélité de Syphax envers Carthage,. Scipion échoua à rallier Syphax à sa cause, ce dernier réaffirmant son soutien à Carthage en symbolisant son engagement par son mariage avec Sophonisbe, la fille d’Hasdrubal. Il avait pourtant été prévu que Sophonisbe épouserait Massinissa.
Une guerre de succession éclata parmi les Massyles, s’inscrivant dans le cadre des conflits quasi constants entre les diverses tribus, factions et royaumes numides. Les Carthaginois encouragèrent Syphax à envahir le territoire de Massinissa, qui soutenait Rome,. Massinissa subit plusieurs défaites, fut blessé et voit son armée dispersée ; Syphax s’empara de son royaume.

## Prélude
En 206 av. J.-C., Scipion retourna en Italie. Il fut élu à la haute fonction de consul au début de l’année 205 av. J.-C., bien qu’il ne remplît pas les critères d'âge requis. L’opinion était divisée dans les cercles politiques romains quant au risque excessif d’une invasion de l’Afrique du Nord. Hannibal était toujours présent en Italie ; il existait la possibilité de nouvelles invasions carthaginoises, ce qui ne tarda pas à se concrétiser avec le débarquement de Magon Barca en Ligurie ; les difficultés pratiques d’une invasion amphibie et de son suivi logistique étaient considérables ; et lorsque les Romains avaient envahi l'Afrique du Nord en 256 av. J.-C. lors de la Première Guerre punique, ils en avaient été chassés avec de lourdes pertes, ce qui avait revigoré Carthage.
Un compromis fut finalement trouvé : Scipion reçut la Sicile comme province consulaire, car elle constituait le meilleur point de départ pour une invasion du territoire carthaginois et pour assurer son soutien logistique. Il obtint également l’autorisation de traverser en Afrique à sa discrétion.
Cependant, l’engagement de Rome resta limité : Scipion ne put pas lever de troupes par conscription pour son armée consulaire, comme c'était habituellement le cas, et dut se contenter d’appeler des volontaires,.
Le nombre total d’hommes dont disposait Scipion et combien d’entre eux se rendirent en Afrique reste incertain ; l’historien antique Tite-Live donne des effectifs pour la force d’invasion variant entre 12 200, 17 600 ou 35 000 hommes. Les historiens modernes estiment que la force de combat comptait entre 25 000 et 30 000 soldats, dont plus de 90 % étaient de l’infanterie,. Comme jusqu'à la moitié de ses légionnaires étaient de nouveaux volontaires et qu’aucun combat n’avait eu lieu en Sicile depuis cinq ans, Scipion instaura un entraînement rigoureux d’environ un an.
Les navires romains sous le commandement du second de Scipion, Gaius Laelius, menèrent des raids en Afrique du Nord autour d’Hippo Regius, pillant d’importantes quantités de butin et capturant de nombreux prisonniers,. Massinissa fut contacté et exprima son impatience face à la lenteur des préparatifs romains et du débarquement en Afrique.

## Invasion de l'Afrique du Nord
En 204 av. J.-C., probablement en juin ou juillet, l'armée romaine débarqua au Cap Farina, en Afrique du Nord, à 20 km au nord du grand port carthaginois d'Utique. Masinissa rejoignit les Romains avec soit 200, soit 2 000 hommes, les sources divergent sur ce point. Lui et ses hommes espéraient utiliser une alliance avec Rome pour récupérer le royaume de Masinissa des mains de Syphax. Un camp fortifié fut établi très près d’Utique. Deux grandes forces de reconnaissance, composées à la fois de Carthaginois et de Numides, furent lourdement vaincues ; la seconde défaite étant due à l'implication de la cavalerie de Masinissa. Les Romains pillèrent une zone de plus en plus vaste, envoyant leur butin et leurs prisonniers en Sicile à bord des navires qui leur apportaient des provisions.
Scipion assiégea ensuite Utique. La ville résista, et une armée carthaginoise sous les ordres de Hasdrubal établit un camp fortifié à 11 km des Romains, avec un effectif rapporté de 33 000 hommes. Syphax le rejoignit et installa son propre camp à 2 km avec un effectif estimé à 60 000 hommes. Les historiens modernes remettent en question ces chiffres, jugés irréalistes, mais il est admis que les Romains étaient largement en infériorité numérique.
La présence de ces deux armées força Scipion à lever le siège d’Utique après quarante-cinq jours et à se replier sur une position fortifiée à 3 km, sur une hauteur rocheuse à Ghar El Melh, qui devint connue sous le nom de Castra Cornelia,. Scipion envoya des émissaires à Syphax dans le but de le persuader de faire défection. En retour, Syphax proposa de négocier des conditions de paix pour mettre fin à la guerre. Une série d’échanges diplomatiques suivit. Scipion profita de ces négociations pour envoyer de jeunes officiers déguisés en esclaves afin d’observer la disposition et la structure des camps ennemis. Il fit traîner les pourparlers avec Syphax, affirmant qu'il était en accord avec la proposition, mais que ses officiers supérieurs n’étaient pas encore convaincus.

### Bataille d'Utique (203 av. J.-C.)
À l'approche du printemps et de son climat plus clément, Scipion annonça à ses troupes qu'il tenterait bientôt de prendre d'assaut les défenses d’Utique et commença ses préparatifs. Simultanément, il planifiait une attaque nocturne contre les deux camps ennemis. La nuit de l'attaque, deux colonnes furent déployées. L'une, dirigée par Laelius, le second de l'armée romaine, comprenait environ la moitié des soldats romains et était accompagnée des Numides de Masinissa. Son objectif était le camp de Syphax. Scipion, quant à lui, menait le reste des forces romaines contre le camp carthaginois,.
Grâce à une reconnaissance minutieuse préalable, les deux forces atteignirent leurs positions d'assaut sans difficulté. Pendant ce temps, la cavalerie numide de Masinissa se disposa en petits groupes afin de bloquer toutes les routes de sortie des camps ennemis. La colonne de Laelius attaqua en premier, prenant d’assaut le camp des Numides de Syphax et mettant le feu à un maximum de baraquements en roseaux et en chaume. Le camp sombra dans le chaos, beaucoup de ses occupants ignorant l'attaque romaine et croyant à un incendie accidentel,.
Les Carthaginois, alertés par l’agitation et les flammes, envoyèrent des hommes pour éteindre l’incendie. Scipion, suivant son plan, lança alors son attaque. Ses troupes massacrèrent les Carthaginois qui se dirigeaient vers le camp de leur allié, prirent d’assaut le camp d’Hasdrubal et mirent le feu aux habitations en bois. L’incendie se propagea rapidement entre les baraquements proches les uns des autres. Pris de panique, les Carthaginois s’enfuirent dans l'obscurité et la confusion, sans armes ni armure, tentant soit d’échapper aux flammes, soit de lutter contre le feu. Les Romains, mieux organisés et préparés, les massacrèrent. L’historien antique Polybe rapporte qu’Hasdrubal ne parvint à s’échapper de son camp en flammes qu’avec 2 500 hommes. Les pertes numides ne sont pas connues,. Sans armée carthaginoise pour les menacer, les Romains reprirent le siège d’Utique et pillèrent une vaste région d'Afrique du Nord grâce à des raids de grande envergure.

### Bataille des Grandes Plaines
Lorsque la nouvelle de la défaite parvint à Carthage, la panique s’empara de la ville. Certains plaidèrent pour une reprise des négociations de paix, tandis que le Sénat carthaginois reçut également des demandes pour le rappel de l'armée d'Hannibal. Finalement, il fut décidé de continuer la guerre avec les ressources disponibles sur place. Une force de 4 000 guerriers ibères arriva à Carthage, mais leur nombre fut exagéré à 10 000 pour maintenir le moral. Hasdrubal leva d’autres troupes locales afin de renforcer les survivants d’Utique. Syphax, resté fidèle, rejoignit Hasdrubal avec les restes de son armée. Cette armée combinée, estimée à 30 000 hommes, établit un camp fortifié sur une vaste plaine près du fleuve Bagradas, connue sous le nom de Grandes Plaines, 30 à 50 jours après la défaite d’Utique. Ce site se situait près de Souk el Kremis, à environ 120 km d’Utique,,.
Apprenant cela, Scipion marcha immédiatement avec l'essentiel de son armée pour affronter les Carthaginois. La taille exacte de son armée est inconnue, mais elle était inférieure en nombre à celle des Carthaginois. Un détachement suffisant fut laissé pour défendre les camps romains et poursuivre le siège d’Utique. Après plusieurs jours d’escarmouches, les deux armées engagèrent une bataille rangée. Lorsque les Romains et les Numides de Masinissa chargèrent, tous les Carthaginois ayant fui Utique paniquèrent à nouveau et prirent la fuite, leur moral étant toujours brisé,,. Seuls les Ibères résistèrent et combattirent. Ils furent rapidement encerclés par les légions romaines bien entraînées et exterminés,. Hasdrubal s’échappa jusqu'à Carthage, où il fut destitué et exilé.
La majorité des troupes romaines restèrent dans la région sous le commandement de Scipion, ravageant la campagne et s’emparant de nombreuses villes. Elles avancèrent ensuite vers Tunis, abandonnée par les Carthaginois, située à seulement 39 km de Carthage. Désespéré, le Sénat carthaginois rappela Hannibal et Magon d’Italie et entama des négociations de paix avec Scipion. Pendant ce temps, les Numides de Masinissa poursuivirent leurs compatriotes en fuite sous les ordres de Syphax, accompagnés d’une partie des forces romaines commandées par Laelius. L’historien Peter Edwell note que cette poursuite constituait une entreprise risquée.

## Bataille
Syphax se retira jusqu'à sa capitale, Cirta, où il recruta de nouvelles troupes pour renforcer les survivants qui étaient restés avec lui lors de sa retraite depuis les Grandes Plaines. Ces nouvelles recrues furent soumises à un entraînement intensif. Pendant ce temps, l'armée de Masinissa et Laelius mit 15 jours pour atteindre les terres ancestrales de Masinissa, celles des Massyles. Là, Masinissa fut proclamé roi, et les administrateurs ainsi que les garnisons de Syphax furent expulsés. Ne voulant pas laisser Syphax former ses nouvelles troupes, Masinissa et Laelius poursuivirent immédiatement leur avancée vers Cirta,.
Lorsque le combat débuta, il prit d’abord la forme d’un affrontement de cavalerie dispersé, chaque camp envoyant des détachements lancer des javelots avant de se replier. Disposant d’une supériorité numérique en cavalerie, l'armée de Syphax prit l'avantage . Pour contrer cela, Laelius inséra des groupes d’infanterie légère romaine entre les détachements de cavalerie de Masinissa. Ces fantassins étaient des vélites, de jeunes soldats armés de javelots, d’un glaive court et d’un bouclier de 90 cm. Ils purent tenir tête à la cavalerie ennemie et établir une ligne de bataille approximative,. L'infanterie lourde romaine put alors avancer. Ces soldats étaient équipés d'une armure, d’un grand bouclier, d’un glaive de combat rapproché et de deux javelots ou une lance d’estoc. En voyant ces légionnaires s’avancer pour se joindre à la bataille, les troupes de Syphax prirent la fuite,. Syphax tenta de rallier ses hommes, mais son cheval fut abattu. Il tomba et fut capturé,.
Une grande partie des soldats de Syphax, démoralisés et vaincus, s’enfuirent vers Cirta. Masinissa les poursuivit avec sa cavalerie, tandis que Laelius suivait avec l’infanterie. Une fois Syphax exhibé enchaîné sous les murailles de Cirta, la ville se rendit à Masinissa, qui annexa alors une grande partie du royaume de Syphax à ses propres terres.  Syphax, fait prisonnier, fut envoyé en Italie, où il mourut.

## Conséquences
Scipion et Carthage engagèrent des négociations de paix, tandis que Carthage rappela Hannibal et Magon de Rome. Le Sénat romain ratifia un projet de traité, mais en raison de la méfiance et d'un regain de confiance à l'arrivée d'Hannibal de Rome, Carthage le rejeta. Hannibal prit le commandement d'une nouvelle armée, composée de ses vétérans et de ceux de Magon venus de Rome, ainsi que de nouvelles recrues africaines, avec 80 éléphants de guerre mais peu de cavalerie. La bataille décisive de Zama eut lieu en octobre 202 av. J.-C. Hannibal était soutenu par 2 000 cavaliers numides commandés par un parent de Syphax, Tychaeus. Massinissa combattit aux côtés des Romains avec 6 000 fantassins et 4 000 cavaliers. Après un long combat, l'armée carthaginoise s'effondra. Massinissa joua un rôle important dans la victoire romaine. Hannibal fut l'un des rares du camp carthaginois à échapper au champ de bataille,.
Après le retour des Romains à Utique, Scipion apprit qu'une armée numide commandée par Vermina, le fils de Syphax, marchait au secours de Carthage. Cette armée fut interceptée, encerclée par une force romaine principalement composée de cavalerie et vaincue. Le nombre de Numides impliqués est inconnu, mais l'historien Tite-Live rapporte que plus de 16 000 d'entre eux furent tués ou capturés. Ce fut la dernière bataille de la Deuxième Guerre punique,.
Le traité de paix imposé par les Romains aux Carthaginois les dépouilla de tous leurs territoires d'outre-mer ainsi que de certaines de leurs possessions africaines. Une indemnité de 10 000 talents d'argent devait être payée sur 50 ans. Des otages furent pris. Carthage fut interdite de posséder des éléphants de guerre et sa flotte fut réduite à 10 navires de guerre. Il lui était interdit de mener une guerre en dehors de l’Afrique et, en Afrique, uniquement avec l'autorisation expresse de Rome. Massinissa devait être reconnu comme le souverain de toute la Numidie. De nombreux dirigeants carthaginois souhaitaient rejeter ces conditions, mais Hannibal plaida vigoureusement en leur faveur, et elles furent acceptées au printemps 201 av. J.-C. Dès lors, il était clair que Carthage était politiquement subordonnée à Rome. Scipion reçut un triomphe romain et le surnom « Africanus ». Massinissa s'imposa comme le souverain dominant en Numidie.
Massinissa exploita l'interdiction faite à Carthage de mener la guerre pour piller et s’emparer à plusieurs reprises de territoires carthaginois en toute impunité. Carthage fit appel à Rome, qui soutint toujours son allié numide. En 149 av. J.-C., cinquante ans après la fin de la Deuxième Guerre punique, Carthage envoya une armée sous le commandement d’Hasdrubal le Boétharque contre Masinissa, en dépit du traité. La campagne se solda par un désastre lors de la bataille d'Oroscopa (en), et les factions anti-carthaginoises à Rome utilisèrent cette action militaire illicite comme prétexte pour préparer une expédition punitive.
La Troisième Guerre punique commença plus tard en 149 av. J.-C., lorsqu'une grande armée romaine débarqua en Afrique du Nord et assiégea Carthage. Au printemps 146 av. J.-C., les Romains lancèrent leur assaut final, détruisant systématiquement la ville et massacrant ses habitants; 50 000 survivants furent réduits en esclavage. Les anciens territoires carthaginois devinrent la province romaine d'Afrique,.

### Sources
- (en) Bagnall Nigel, The Punic Wars: Rome, Carthage and the Struggle for the Mediterranean, London, Pimlico, 1999 (ISBN 978-0-7126-6608-4)
- (en) Dexter Pedro Barceló, A Companion to the Punic Wars, Chichester, West Sussex, John Wiley, 2011, 357–375 p. (ISBN 978-1-119-02550-4)
- (en) Yann Le Bohec, A Companion to the Punic Wars, Chichester, West Sussex, John Wiley, 2015, 430–446 p. (ISBN 978-1-1190-2550-4)
- (en) Briscoe John, The Cambridge Ancient History: Rome and the Mediterranean to 133 B.C., vol. VIII, Cambridge, Cambridge University Press, 2006, 44–80 p. (ISBN 978-0-521-23448-1)
- (en) Carey Brian Todd, Hannibal's Last Battle: Zama and the Fall of Carthage, Barnsley, South Yorkshire, Pen & Sword, 2007 (ISBN 978-1-84415-635-1)
- (en) Briscoe John, The Cambridge Ancient History: Rome and the Mediterranean to 133 B.C., vol. VIII, Cambridge, Cambridge University Press, 2006, 44–80 p. (ISBN 978-0-521-23448-1)
- (it) Coarelli Filippo, « I ritratti di 'Mario' e 'Silla' a Monaco e il sepolcro degli Scipioni », Eutopia Nuova Serie, vol. II, no 1,‎ 2002, p. 47–75 (ISSN 1121-1628)
- (en) Collins Roger, Spain: An Oxford Archaeological Guide, Oxford, Oxford University Press, 1998 (ISBN 978-0-19-285300-4)
- (en) Peter Edwell, A Companion to the Punic Wars, Chichester, West Sussex, John Wiley, 2015, 320–338 p. (ISBN 978-1-119-02550-4)
- Etcheto Henri, Les Scipions. Famille et pouvoir à Rome à l'époque républicaine, Bordeaux, Ausonius Éditions, 2012 (ISBN 978-2-35613-073-0, lire en ligne)
- (en) Goldsworthy Adrian, The Fall of Carthage: The Punic Wars 265–146 BC, London, Phoenix, 2006 (ISBN 978-0-304-36642-2)
- (en) Hoyos Dexter, Hannibal's Dynasty: Power and politics in the Western Mediterranean, 247–183 BC, London; New York, Routledge, 2003 (ISBN 978-0-203-41782-9)
- (en) Hoyos Dexter, Mastering the West: Rome and Carthage at War, Oxford, Oxford University Press, 2015 (ISBN 978-0-19-986010-4)
- (en) Koon Sam, A Companion to the Punic Wars, Chichester, West Sussex, John Wiley, 2015, 77–94 p. (ISBN 978-1-1190-2550-4)
- (en) Kunze Claudia, A Companion to the Punic Wars, Chichester, West Sussex, John Wiley, 2015, 395–411 p. (ISBN 978-1-1190-2550-4)
- (en) Lazenby John, The First Punic War: A Military History, Stanford, California, Stanford University Press, 1996 (ISBN 978-0-8047-2673-3)
- (en) Lazenby John, Hannibal's War: A Military History of the Second Punic War, Warminster, Aris & Phillips, 1998 (ISBN 978-0-85668-080-9)
- (en) Miles Richard, Carthage Must be Destroyed, London, Penguin, 2011 (ISBN 978-0-14-101809-6)
- (en) Toni Ñaco del Hoyo, A Companion to the Punic Wars, Chichester, West Sussex, John Wiley, 2015, 376–392 p. (ISBN 978-1-1190-2550-4)
- (en) Purcel  Nicholas, Ethics and Rhetoric: Classical Essays for Donald Russell on his Seventy Fifth Birthday, Oxford, Clarendon, 1995 (ISBN 978-0-19-814962-0), p. 133–148
- (en) Louis Rawlings, Celts, Spaniards, and Samnites: Warriors in a soldier's war, vol. 2, London, Institute of Classical Studies / Oxford University Press, 1996, 81–95 p. (ISSN 2398-3264, lire en ligne), chap. 67
- Scullard Howard, « Carthage », Greece & Rome, vol. 2, no 3,‎ 1955, p. 98–107 (DOI 10.1017/S0017383500022166)
- (en) Scullard Howard H., A History of the Roman World, 753 to 146 BC, London, Routledge, 2002 (ISBN 978-0-415-30504-4)
- (en) Howard H. Scullard, Cambridge Ancient History, vol. VII, part 2, Cambridge, Cambridge University Press, 2006, 486–569 p. (ISBN 978-0-521-23446-7)